# てけてけマイハート
『てけてけマイハート』は、竹本泉による日本の漫画。竹書房のマンガ雑誌である『まんがライフ』の1999年11月号にて読み切り作品として掲載された後、2000年2月号から2012年2月号まで連載されていた。掲載誌は4コマ漫画専門誌だが、本作は4コマではなく通常のストーリー漫画形式であり、単行本後書きで作者自身が何度もネタにしている。
2006年にはトライネットエンタテインメントからドラマCDが発売された。

## あらすじ
身長が低く童顔で見た目は中学生にしか見えない早坂のぞみと、中学時代の彼女の後輩で中学校教師である吉田しげると周囲の人々の何気ない日常を描いたほのぼのコメディ漫画である。
連載中はリアルタイムで劇中の時間が流れており、のぞみとしげるの再会から交際、結婚、新婚生活、出産を経て第二子を妊娠。節目となる単行本10巻を迎えたことで第二子の出産前に連載が終了したが、最終回も特別に事件が起こったわけでもなくそのままいくらでも続けられる内容であった。

## 登場人物
登場人物の紹介については既刊10巻に記述された内容を基に作成した。
早坂のぞみ / 吉田のぞみ
本作の主人公。登場時は24歳。背が低く見た目中学生で年相応に見てもらえず、しげるや彼の同僚教師からしばしば補導されていた。そのため身分証明書として運転免許は取得していないため、常にパスポートを持ち歩いている。第3巻で吉田と結婚し、名字が「吉田」となった。結婚後は吉田家と早坂家を一週間交代で住んでおり、第9巻であかりを出産した。大酒飲みで酔っぱらって周囲の人たちにキスすることが多々あった。家事はあまり得意では無く、しげるや義母であるみどりが変わってすることが多い。
吉田しげる
のぞみの中学時代における陶芸クラブの後輩。市立第3中学校で国語教師をしており登場時は23歳。のぞみのことは「先輩」と呼び、第3巻で結婚した後も続いていたが、のぞみがあかりを出産してから2カ月目には「ママ」と呼ぶようになった。両親共に共働きで家事を仕込まれ、大学時代は一人暮らしで自炊していたこともあり、家事一般をそつなくこなすことができる。
吉田あかり
のぞみとしげるの間に生まれた長女。名前の命名は義父の修一郎で当初は、元総理である吉田茂の娘（桜子）の名前をつけようとしていた。
早坂春江
のぞみのママ。母親である梅子と同様大酒のみ。
早坂信之
のぞみのパパ。金沢市に単身赴任をしており、春江の母親である梅子の家に居候している。
九重梅子（ここのえうめこ）
のぞみの母方の祖母。登場時は63歳。見た目若く、のぞみと同様、年相応に見られない。のぞみと春江の大酒飲みは梅子譲りの物である。
九重六郎（ここのえろくろう）
のぞみの母方の祖父。9巻までは電話口での声のみ登場。　なお「六郎」の名前は6番目に生まれたからではなく昭和6年に生まれたことから名付けられ、金沢で印刷業をしている。
吉田修一郎
しげるの父。高校教師。5巻の人物紹介でフルネームが判明している。コーヒーを豆から挽いてネルドリップで入れるのが趣味で、かつては喫茶店（歌声喫茶）をやるのが夢だった。
吉田みどり
しげるの母。元教師で修一郎と同様に5巻の人物紹介でフルネームが判明。しげるが子供の頃から記録ビデオを作るなどビデオ編集に凝っており、撮影機材、編集機材を取り揃えている。
池田はやと
市立第3中学校の英語教師。登場時は23歳。のぞみとしげるの中学時代における陶芸クラブの後輩で、のぞみには色々と苦労を掛けられていたようである。見た目は高校生で年相応に見られないことが多い。
佐藤なみこ（鈴木なみこ）
のぞみの友人。派遣された先の旅行代理店で添乗員をしていたよしゆきと知り合い結婚、半年後に妊娠している事が判明し、9巻で男子と女子の双子を出産した。
鈴木よしゆき
なみこの夫。旅行添乗員をしており、しばしば家を空けることが多い。なみこと付き合い始めた当初は、カモシカのように細く体力が無かったため、なみこから「食べて体力をつけて」と言われた結果、かなり太めの体格となった。
東岡くるみ
しげるに憧れる少女で彼が務める市立第3中学校の生徒。第3巻で高校に進学、4巻からは登場する機会が少なくなったが、最終巻の10巻で会計事務所に勤めている事が判明している。

## 書籍情報
- 竹本泉 『てけてけマイハート』 双葉社〈バンブーコミックス〉、全10巻
  1. 2001年5月27日初版第一刷発行 ISBN 4-8124-5504-9
  2. 2002年5月17日初版第一刷発行 ISBN 4-8124-5641-X
  3. 2003年10月27日初版第一刷発行 ISBN 4-8124-5874-9
  4. 2005年7月27日初版第一刷発行 ISBN 4-8124-6198-7
  5. 2006年4月27日初版第一刷発行 ISBN 4-8124-6445-5
  6. 2007年6月17日初版第一刷発行 ISBN 978-4-8124-6577-6
  7. 2008年7月7日初版第一刷発行 ISBN 978-4-8124-6836-4
  8. 2010年4月10日初版第一刷発行 ISBN 978-4-8124-7247-7
  9. 2011年7月11日初版第一刷発行 ISBN 978-4-8124-7601-7
  10. 2012年3月12日初版第一刷発行 ISBN 978-4-8124-7742-7

## ドラマCD
2006年4月にトライネットエンタテインメントからドラマCDが発売された。
テーマソング『MY LOVER 〜すきだよダーリン〜』を電気キャンディが歌っている。
キャスト
- 早坂のぞみ - 川上とも子
- 吉田しげる - 鈴村健一
- のぞみのママ（早坂春江） - 夏樹リオ
- 東岡くるみ - 斎藤千和
- その他出演者 - 一色まゆ、入江健夫